# St. Veit im Mühlkreis
St. Veit im Mühlkreis (auch Sankt Veit im Mühlkreis) ist eine Gemeinde in Oberösterreich im Bezirk Rohrbach im oberen Mühlviertel mit 1331 Einwohnern (Stand 1. Jänner 2024). Die Gemeinde liegt im Gerichtsbezirk Rohrbach.

## Geographie
St. Veit im Mühlkreis liegt auf einer Höhe von 686 m ü. A. im Osten des Bezirks Rohrbach im oberen Mühlviertel. Bezogen auf die naturschutzfachliche Raumgliederung gehört der südliche Teil des Gemeindegebietes zur Raumeinheit Zentralmühlviertler Hochland, der nordöstliche Teil hingegen zur Raumeinheit Südliche Böhmerwaldausläufer. Die Ausdehnung beträgt von Nord nach Süd 9,3 und von West nach Ost 3,0 Kilometer, die Gesamtfläche umfasst 16,24 Quadratkilometer. St. Veit im Mühlkreis liegt damit im Mittelfeld der Gemeinden des Bezirks. Mit 74 Einwohnern pro km² lag die Gemeinde 2013 wiederum im oberen Drittel der Gemeinden des Bezirks. Das Gemeindegebiet erstreckt sich über eine durchschnittliche Höhe von 600 bis 700 Meter, wobei am Osthang des Hansberg in rund 840 Meter den höchsten Punkt der Gemeinde liegt. Die niedrigste Stelle liegt mit rund 520 Metern an im südlichen Gemeindegebiet. 2001 waren 27,2 Prozent der Gemeindefläche bewaldet, 66,7 Prozent der Fläche wurden landwirtschaftlich genutzt. Im Vergleich mit dem Bundesland Oberösterreich ist St. Veit im Mühlkreis damit deutlich weniger bewaldet als der Landesschnitt (Oberösterreich: 38,3 Prozent) bzw. besteht wesentlich mehr landwirtschaftliche Nutzfläche (Oberösterreich: 49,3 Prozent). Der Anteil sonstiger Nutzungen (Bauflächen, Gärten, Gewässer und anderes) liegt mit 6,2 Prozent deutlich hinter dem Oberösterreichischen Durchschnitt von 13,8 Prozent. Nachbargemeinden sind Helfenberg im Norden, St. Johann am Wimberg im Westen, Niederwaldkirchen im Südwesten, Herzogsdorf im Süden und Südosten sowie Oberneukirchen im Osten (beide Bezirk Urfahr-Umgebung).

### Geologie und Böden
Die Landschaft des Gemeindegebietes ist ein Teil der Böhmischen Masse die auf ein sehr altes Gebirge zurückgeht, dass durch die Variszische Gebirgsbildung im Paläozoikum (Karbon) entstand. Nach der starken Erodierung des ehemaligen Hochgebirges kam es während der alpidischen Gebirgsbildung im Tertiär zur Aufhebung des kristallinen Grundgebirges um mehrere 100 Meter, wodurch Brüchen und Störungen entstanden. In weiterer Folge kam es im Tertiär und Quartär zur Ablagerung von Sedimenten, wodurch Hohlformen des Reliefs aufgefüllt und festes Gestein (überwiegend Granite und Gneise) nur noch auf den Höhen oder Flanken eingeschnittener Täler anstehen. Zurück blieb eine Rumpflandschaft mit flach-welligem Relief und sanften Hang- und Kuppenformen. Neben dem Hansberg im Westen, dessen Ostabhang im Gemeindegebiet liegt, reicht im Norden der Gemeinde auch der Westhang des Schallenbergs über 800 Meter Seehöhe.
Das Ausgangsmaterial der Bodenbildung sind magmatische Gesteine wie Granite (Mauthausener und Weinsberger Granit), Ganggesteine (Pegmatite, Aplite usw.) und Hüllengesteine (Perlgneis, basische Mischgneise, Schiefergneise). Die Böden sind im Allgemeinen leicht, basenarm und sauer. Landwirtschaftliche Nutzflächen weisen meist mittelgründige, mäßig trockene bzw. tiefgründige und gut mit Wasser versorgte kalkfreie Böden aus Felsbraunerden aus feinkörnigem Silikatgestein (Mauthausener Granit, Perlgneis) oder aus grobkörnigem Silikatgestein (Weinsberger Granit oder Porphyrgneis) auf. Die sandig-lehmigen Felsbraunerden sind dabei nur teilweise von einzelnen größeren Steinen durchsetzt. Auf Verebnungsflächen sind zudem pseudovergleyte Lockersediment-Braunerden und Reliktpseudogleye anzutreffen. Des Weiteren bestehen in Mulden und Gräben durch Grundwasser und Hangwasser beeinflusste vergleyte Lockersediment-Braunerden und Gleye. Zudem bestehen im Talbereich der Bäche kalkfreie Gley-Böden.

### Landschaft und Vegetation
Das Gemeindegebiet von St. Veit kann in vier Landschaftsbereiche gegliedert werden. Im äußersten Norden befindet sich der bewaldete Südhang des Schallenbergs, wobei hier eine geschlossene Waldfläche mit überwiegend Fichtenmonokulturen mit Laubwaldsaum besteht. Siedlungen sind nur inselförmig vorhanden. Ebenso wie der äußerste Norden liegt auch der sich im Süden anschließende Bereich des Kleinen Rodltals in der Raumeinheit „Südliche Böhmerwaldausläufer“. Das Rodltal erstreckt sich dabei vom Süden des Schallenbergs entlang der Ostgrenze des Gemeindegebietes bis in den Süden. Das Gebiet weist dabei eine nur leicht hügelige Struktur auf und weist Höhenlagen zwischen 560 und 710 Metern auf. Das Gebiet weist einen geringen Waldanteil mit überwiegend Nadelwälder auf, in der Landwirtschaft dominiert intensive Grünlandwirtschaft mit Schwerpunkt auf Mähwirtschaft. Das feuchte und nasse Extensivgrünland ist auf wenige Restflächen begrenzt. Im Zentrum des Gemeindegebiets liegt das siedlungsüberprägte St. Veiter Hügelland, das ebenfalls zur Raumeinheit Südliche Böhmerwaldausläufer gehört. Das Teilgebiet ist dabei stark reliefiert und reicht von 560 bis 840 Meter Seehöhe. Charakteristisch für das Gebiet sind die großen Waldflächen dar, die insbesondere an den stärker geneigten Hängen zu finden sind. Auch hier handelt es sich vor allem um Nadelwälder, während in der Landwirtschaft hier intensive Gründlandwirtschaft mit vereinzelter Ackerwirtschaft vorherrscht. Die Siedlungsstruktur ist durch den weitestgehend geschlossenen Siedlungskern des Hauptorts St. Veit gekennzeichnet. Im Süden des Gemeindegebiets liegt ein zum Zentralmühlviertler Hochland gehörende intensiv genutzte Wiesen- und Ackerflurland, das sich zwischen 520 und 690 Meter Seehöhe erstreckt. Es bestehen hier nur kleinere Nadelwälder, während in der Landwirtschaft intensiv genutztes Grünland mit vereinzelter Landwirtschaft dominiert.

### Gewässer
Wichtigstes Gewässer auf dem Gemeindegebiet ist die Kleine Rodl, die im Norden des Gemeindegebietes am Schallenberg entspringt und fast die gesamte Ostgrenze sowie Teile der Südgrenze der Gemeinde St. Veit bildet. Die Kleine Rodl entwässert ihr Einzugsgebiet Richtung Süden, wobei sie auf ihrem Weg einige wenig bedeutende Bäche aufnimmt. Der Sauladbach entspringt in der Nachbargemeinde St. Johann am Wimberg und bildet streckenweise die Westgrenze der Gemeinde, bevor er in die Kleine Rodl mündet. Die Fließgewässer im Gebiet der Gemeinde St. Veit sind dabei kaum flussbaulich beeinflusst oder reguliert und verlaufen im Wald oder mit meist durchgehend vorhandenem Uferbegleitgehölz.

### Ortsteile der Gemeinde
Das Gemeindegebiet umfasst folgende Ortschaften (in Klammern Einwohnerzahl Stand 1. Jänner 2024):
- Grubdorf (78)
- Grubdorf-Siedlung (33)
- Haslhof (63)
- Kepling (176)
- Königsdorf (0)
- Rammerstorf (49)
- Rechberg (65)
- Schindlberg (21)
- St. Veit im Mühlkreis (762)
- Windhag (57)
- Wögersdorf (27)

### Nachbargemeinden
| St. Johann am Wimberg | Helfenberg                                  |                     |
| Niederwaldkirchen     | Kompassrose, die auf Nachbargemeinden zeigt | Oberneukirchen (UU) |
|                       | Herzogsdorf (UU)                            |                     |

## Geschichte
Ursprünglich unter der Lehnshoheit der Passauer Bischöfe, war der Ort während der Napoleonischen Kriege mehrfach u. a. von Bayern besetzt. Seit 1814 gehört der Ort endgültig zu Oberösterreich.
Nach dem Anschluss Österreichs an das Deutsche Reich am 13. März 1938 gehörte der Ort zum Gau Oberdonau. Nach 1945 erfolgte die Wiederherstellung Oberösterreichs.
Ursprünglich war die Gemeinde ab 1850 Teil des Gerichtsbezirks Neufelden, nach dessen Auflösung wurde sie jedoch per 1. Jänner 2003 dem Gerichtsbezirk Rohrbach zugeschlagen.
→ Schloss St. Veit

## Bevölkerung

### Bevölkerungsstruktur
2014 lebten in der Gemeinde St. Veit im Mühlkreis 1212 Menschen, womit St. Veit im Mittelfeld der 42 Gemeinden des Bezirks lag. Bezogen auf die Bevölkerungsdichte lag die Gemeinde mit 74 Einwohner pro km² im oberen Drittel der Gemeinden im Bezirksgebiet. 2001 waren 99,6 Prozent der Bevölkerung österreichische Staatsbürger (Oberösterreich 92,8 Prozent, Bezirk Rohrbach 96,9 Prozent), bis zum Jahresbeginn 2013 blieb der Wert mit 98,1 Prozent (Oberösterreich 91,1 Prozent, Bezirk Rohrbach 96,9 Prozent) unverändert hoch. Insgesamt wurden 2013 in der Gemeinde nur 23 Ausländer gezählt, die alle Bürger eines europäischen Landes waren bzw. zu zwei Drittel einem EU-Staat angehörten. Auch die 39 nicht in Österreich geborenen Gemeindebürger hatte ihr Geburtsland alle in einem europäischen Land. Zur römisch-katholischen Kirche bekannten sich 2001 96,5 Prozent der Einwohner (Oberösterreich: 79,4 Prozent), 2,2 Prozent waren ohne Bekenntnis, 0,4 evangelischen Glaubens.
Der Altersdurchschnitt der Gemeindebevölkerung lag 2001 etwa im Landesdurchschnitt. 18,8 Prozent der Einwohner von St. Veit waren jünger als 15 Jahre (Oberösterreich: 18,2 Prozent), 62,9 Prozent zwischen 15 und 59 Jahre alt (Oberösterreich: 61,6 Prozent). Der Anteil der Einwohner über 59 Jahre lag mit 18,3 Prozent unter dem Landesdurchschnitt von 20,2 Prozent. Der Altersdurchschnitt der Bevölkerung von St. Veit veränderte sich in der Folge in allen Segmenten. Der Anteil der unter 15-jährigen sank per 1. Jänner 2013 auf 16,2 Prozent, während sich der Anteil der Menschen zwischen 15 und 59 Jahren auf 68,5 Prozent deutlich erhöhte. Der Anteil der über 59-jährigen sank auf 15,3 Prozent. Nach dem Familienstand waren 2001 46,0 Prozent der Einwohner von St. Veit ledig, 45,7 Prozent verheiratet, 6,2 Prozent verwitwet und 2,1 Prozent geschieden.

### Bevölkerungsentwicklung

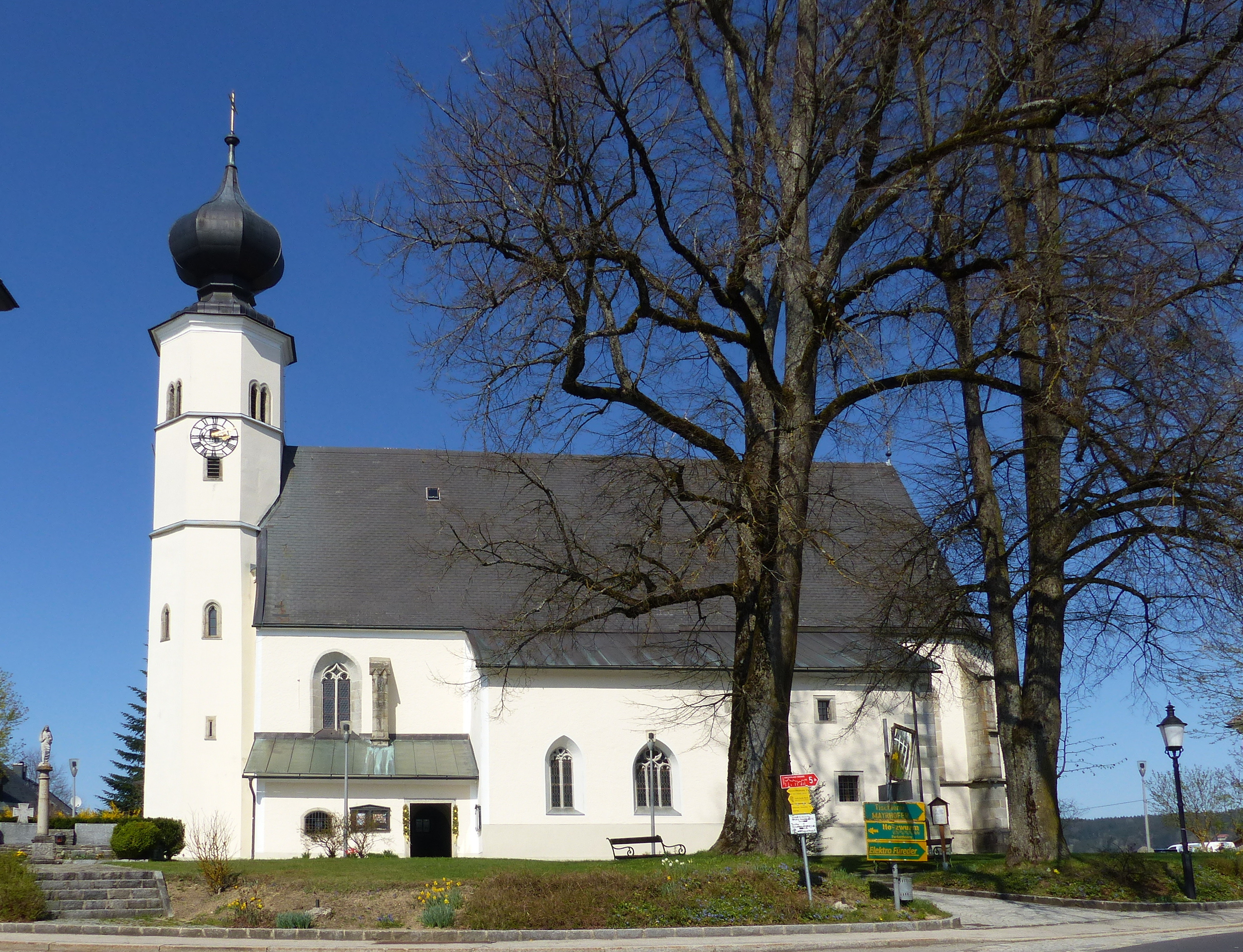
Pfarrkirche

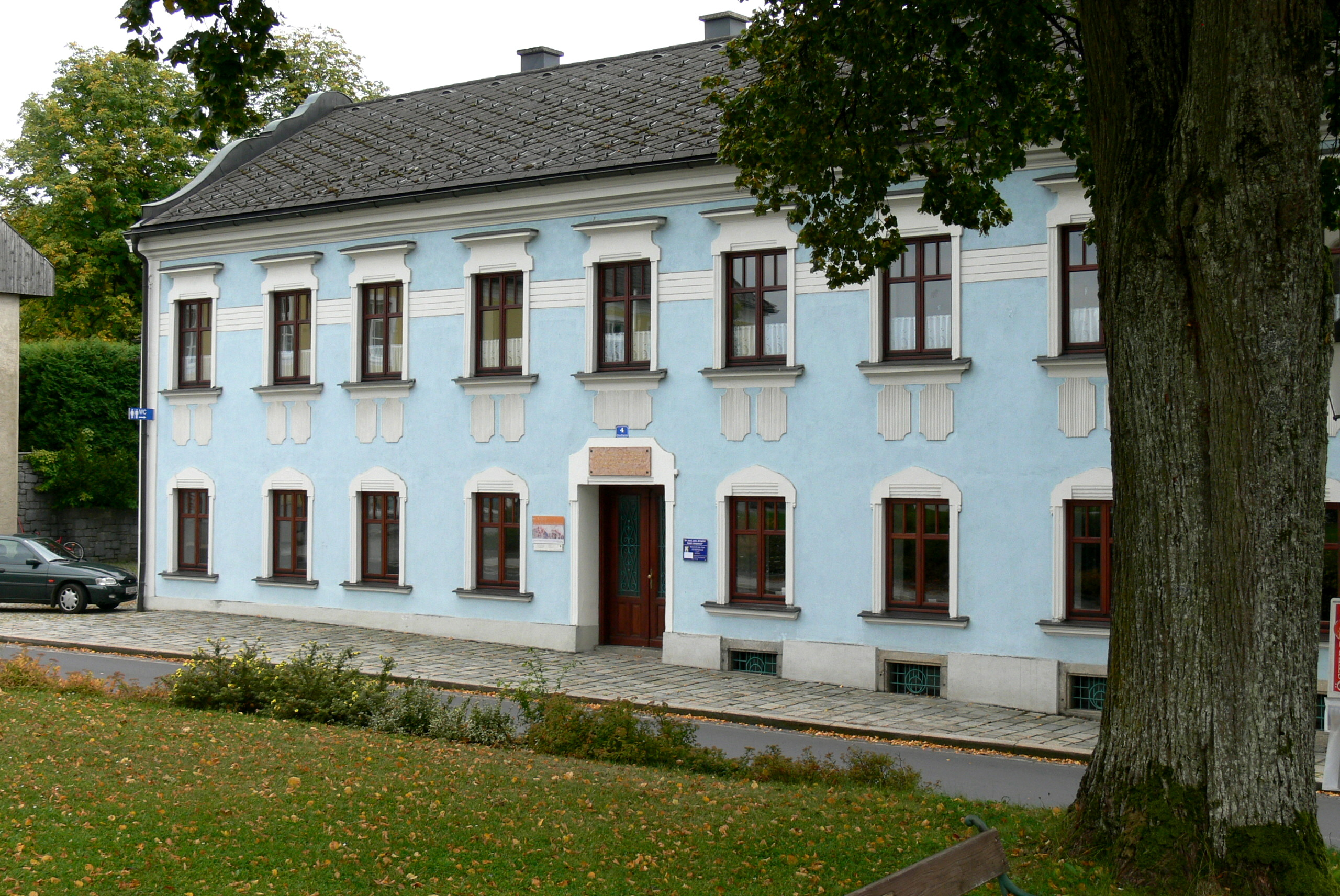
Schnopfhagen-Museum

Die Bevölkerung der Gemeinde St. Veit schrumpfte zwischen 1869 und 1939 um 23 Prozent. Lebten 1869 noch 1294 Menschen in St. Veit, so waren es 1939 nach einem kontinuierlichen Schrumpfungsprozess nur noch 999 Menschen. In der Folge stagnierte die Einwohnerentwicklung bis zum Anfang der 1960er Jahre, wobei 1961 mit 988 Einwohnern der niedrigste Bevölkerungsstand verzeichnet wurde. Ab den 1960er Jahren begann die Einwohnerzahl wieder kontinuierlich zu steigen, wodurch 2013 wieder die Marke von 1200 Einwohnern überschritten werden konnte. Das Wachstum der Einwohnerzahlen beruht seit den 1970er Jahren vor allem auf der positiven Geburtenbilanz, wenngleich es in den 1970er und 1980er Jahren eine leichte Abwanderung gab. In den 1990er Jahren war hingegen sowohl die Geburtenbilanz als auch die Wanderungsbilanz positiv. Die positive Geburtenbilanz blieb auch nach der Jahrtausendwende bestehen, während die Wanderungsbilanz seitdem nahezu ausgeglichen ist.

## Kultur und Sehenswürdigkeiten

### Bauwerke
Die denkmalgeschützten Bauwerke der Gemeinde befinden sich alle am Schnopfhagenplatz im Zentrum der Gemeinde. Die dem heiligen Vitus geweihte Pfarrkirche weist dabei romanische Resten auf, ist jedoch von der Spätgotik geprägt und weist eine späthistoristische Einrichtung auf. Der benachbarte Pfarrhof weist Bauteile aus dem 18. und 19. Jahrhundert auf, während die ehemalige Volksschule ihre Gestalt durch einen 1854 erfolgten Umbau erhielt. Ebenfalls denkmalgeschützt ist das Heimatmuseum, das zeitweise als Gemeindeamt diente. Die denkmalgeschützte Mariensäule wurde am Kirchenvorplatz errichtet und besteht aus einer Säule aus dem Jahr 1738 sowie einer modernen Marienfigur.
- Katholische Pfarrkirche St. Veit im Mühlkreis hl. Veit
- Schloss St. Veit, ehemalige Wasserburg, 2003 abgerissen
- Schnopfhagen-Museum

### Sport
Die sportlichen Belange der Gemeinde werden von der Sportunion St. Veit organisiert, die die Sektionen Fußball, Stocksport, Ski, Tennis, Judo und Breitensport unterhält. Die Fußballmannschaft der Sportunion St. Veit spielt in der Saison 2014/15 in der 2. Klasse Nord-West, der untersten Klasse des Oberösterreichischen Fußballverbandes. Der Fußballplatz der Sportunion befindet sich in der Schulgasse.

## Wirtschaft und Infrastruktur

### Arbeitsstätten und Beschäftigte
St. Veit im Mühlkreis beherbergte 2011 103 Arbeitsstätten mit 258 Beschäftigten, wobei lediglich ein Betrieb 20 oder mehr Beschäftigten hatte. Wichtigster Arbeitgeber war der Handel mit 18 Arbeitsstätten und 22 Prozent der Beschäftigten, gefolgt von der Sachgütererzeugung mit acht Betrieben und 20 Prozent der Beschäftigten und der Land- und Forstwirtschaft mit 36 Arbeitsstätten und 18 Prozent der Beschäftigten. Von den in St. Veit im Mühlkreis 2011 lebenden 629 Erwerbspersonen waren nur 0,5 Prozent arbeitslos. Von den 623 Erwerbstätigen waren 110 in der Sachgütererzeugung (18 Prozent), 102 im Handel (16 Prozent) und 57 im Bauwesen (9 Prozent) beschäftigt. Weitere wichtige Branchen waren die öffentliche Verwaltung und das Gesundheits- und Sozialwesen mit je 9 Prozent sowie die Land- und Forstwirtschaft mit 6 Prozent. Von den 604 Erwerbstätigen aus St. Veit (ohne temporär von der Arbeit abwesende Personen erwerbstätigen Einwohnern) gingen 2011 148 Personen in St. Veit ihrer Beschäftigung nach. 456 bzw. 75,5 Prozent mussten zur Arbeit auspendeln. Von den Auspendlern hatten 52 Prozent ihre Arbeitsstätte in der Landeshauptstadt Linz, weitere 16 Prozent pendelten in den Bezirk Urfahr-Umgebung, 11 Prozent in den Bezirk Rohrbach aus. Im Gegenzug pendelten 79 Menschen nach St. Veit ein.

### Land- und Forstwirtschaft
Die Statistik wies für die Gemeinde St. Veit im Mühlkreis 2010 71 land- und forstwirtschaftliche Betriebe aus. Darunter befanden sich 28 Haupterwerbsbetriebe und 37 Nebenerwerbsbetriebe sowie je drei Betriebe juristischer Personen bzw. Personengemeinschaften. Die Gesamtbetriebszahl war gegenüber 1999 um 22 Betriebe bzw. 24 Prozent gesunken, wobei insbesondere die Anzahl der Nebenerwerbsbetriebe stark rückläufig war. Gemeinsam bewirtschafteten die Betriebe 2010 insgesamt 1350 Hektar Fläche, wobei 69 Prozent der Fläche von Vollerwerbsbauern und 22 Prozent von Nebenerwerbslandwirten bewirtschaftet wurden. Die Durchschnittsfläche der Vollerwerbsbauern lag dabei mit 33,4 Hektar knapp unter dem Bezirksschnitt (34,7 Hektar) bzw. dem oberösterreichischen Durchschnitt von 33,8 Hektar.

### Verkehr und Infrastruktur
Das Gemeindegebiet von St. Veit wird im Wesentlichen durch zwei Landesstraßen an das regionale Verkehrsnetz angeschlossen. Die Hansberg Landesstraße (L 581) verbindet St. Veit mit St. Johann am Wimberg im Norden, Waxenberg (Gemeinde Oberneukirchen) im Osten und Neußerling (Gemeinde Herzogsdorf) im Süden sowie weiter auch mit Gramastetten. Die Hansberg Landesstraße führt dabei im äußersten Norden des Gemeindegebietes von der Gemeinde Helfenberg in die Gemeinde St. Johann am Wimberg, wo die Straße bei Fürling das Gemeindegebiet verlässt und danach den äußersten Norden des Gemeindegebietes von St. Veit mit der Ortschaft Rechberg quert. Danach erreicht die Straße die Gemeinde Oberneukirchen sowie die Ortschaft Waxenberg, über die die Straße bei der Ortschaft Grubdorf-Siedlung im Osten wieder auf das Gemeindegebiet von St. Veit führt. Die Straße führt danach nach St. Veit und erreicht über Kepling den Südosten des Gemeindegebietes, wo die Straße die Gemeinde verlässt und weiter nach Neußerling führt. Im Hauptort St. Veit zweigt von der Hansberg Landesstraße zudem die Herzogsdorfer Straße (L 1511) nach Westen ab. Sie führt auf den Schindlberg und verbindet St. Veit mit Niederwaldkirchen.

### Sicherheit und Gesundheit
In St. Veit befindet sich eine Ortsstelle des Roten Kreuz Österreich, die die Einzugsgemeinden St. Veit und St. Johann sowie den Großteil des Gemeindegebiets von Oberneukirchen mit rund 5000 Einwohnern und einer Fläche von 65 km² betreut. Die Ortsstelle organisiert Rettungs-, Kranken- und Taxi-Krankentransporte sowie Erste-Hilfe-Kurse, Kurse für pflegende Angehörige sowie Ausbildungen und Veranstaltungen. Die Ortsstelle wurde 1946 als nicht wagenführende Dienststelle gegründet und erhielt 1954 ein eigenes Rettungsfahrzeug. Im Juli 1998 wurde das heutige Dienststellengebäude eröffnet. Darüber hinaus organisiert der Sozialhilfeverband Rohrbach in der Gemeinde Dienstleistungen wie persönliche Hilfe durch Betreuung, Unterstützung und Beratung Hilfebedürftiger durch soziale Dienste, Hilfe in stationären Einrichtungen, Geld- und Sachleistungen an Hilfebedürftige sowie Hilfe zur Arbeit.

## Politik

### Gemeinderat

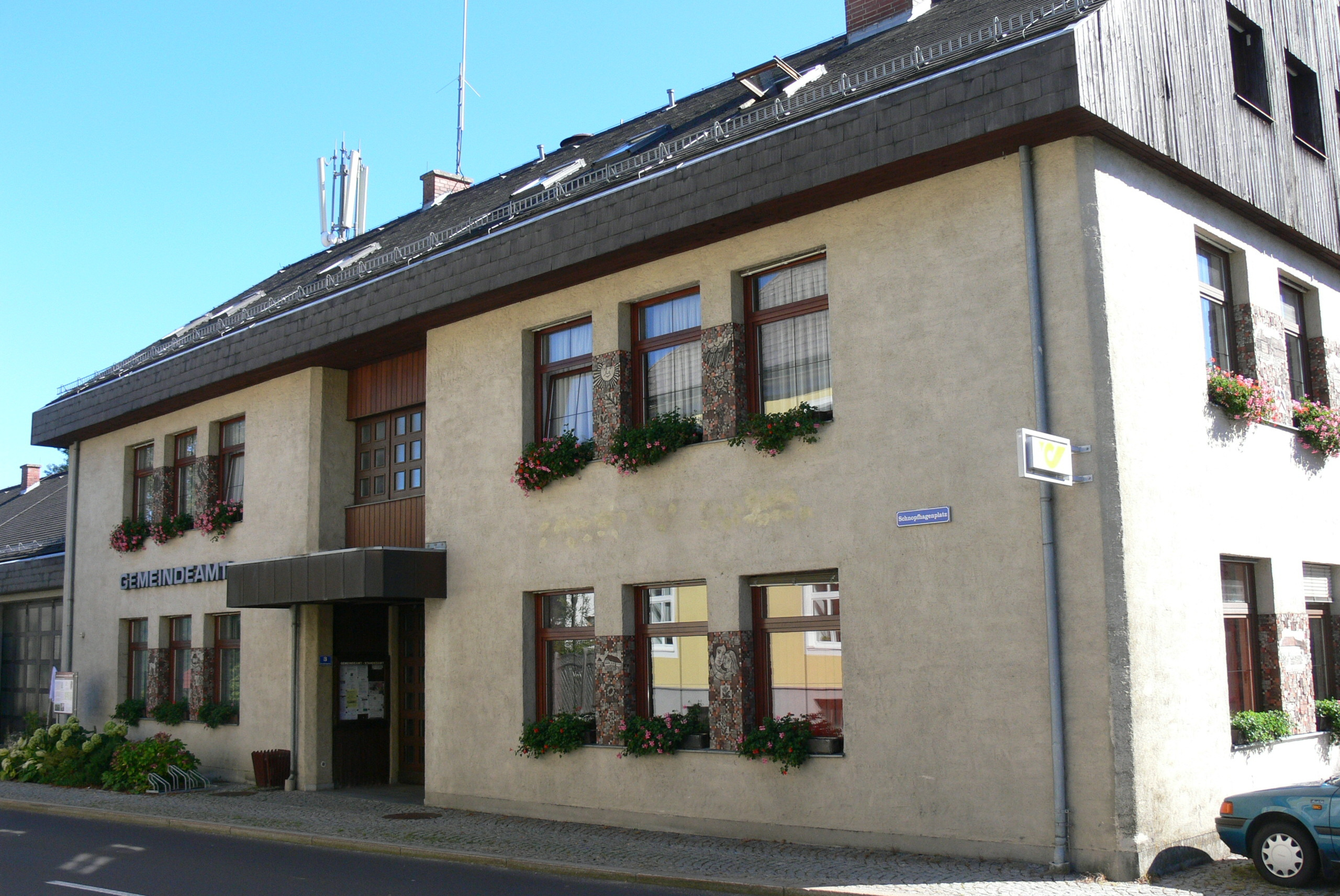
Gemeindeamt

Der Gemeinderat als oberstes Gremium der Gemeinde umfasst 13 Sitze (19 Sitze bis 2015) und wird alle sechs Jahre im Zuge oberösterreichweiter Gemeinderatswahlen gewählt. Der Gemeindevorstand setzt sich aus fünf Mitgliedern zusammen.
- Mit den Gemeinderats- und Bürgermeisterwahlen in Oberösterreich 1997 hatte der Gemeinderat folgende Verteilung: 14 ÖVP und 5 SPÖ.[11]
- Mit den Gemeinderats- und Bürgermeisterwahlen in Oberösterreich 2003 hatte der Gemeinderat folgende Verteilung: 13 ÖVP, 4 SPÖ und 2 FPÖ.[12]
- Mit den Gemeinderats- und Bürgermeisterwahlen in Oberösterreich 2009 hatte der Gemeinderat folgende Verteilung: 13 ÖVP, 3 SPÖ und 3 FPÖ.[13]
- Mit den Gemeinderats- und Bürgermeisterwahlen in Oberösterreich 2015 hatte der Gemeinderat folgende Verteilung: 13 ÖVP, 4 FPÖ und 2 SPÖ.[14]
- Mit den Gemeinderats- und Bürgermeisterwahlen in Oberösterreich 2021 hat der Gemeinderat folgende Verteilung: 11 ÖVP und 2 FPÖ.[15]

### Bürgermeister
Der Bürgermeister wird seit 1997 in einer Direktwahl bestimmt, wobei es bei keiner absoluten Mehrheit für einen Kandidaten zu einer Stichwahl kommt. Die erste Direktwahl konnte der seit 1985 amtierende Bürgermeister Franz Hehenberger (ÖVP) mit 78,0 Prozent gegen den Kandidaten der SPÖ für sich entscheiden. Auch 2003 fiel das Ergebnis mit 87,1 Prozent gegen den Kandidaten der SPÖ deutlich aus. Hehenberger wurde 2007 von seiner Parteikollegin Elisabeth Rechberger abgelöst, die 2009 mit 88,9 Prozent und 2015 mit 87,3 Prozent im Amt bestätigt wurde. Seit 2021 führt Bürgermeister Johann Gattringer das Amt des Bürgermeisters aus.
Bürgermeister seit 1850:
| Amtszeit  | Name                  | Amtszeit  | Name                 |
| --------- | --------------------- | --------- | -------------------- |
| 1850–1861 | Michael Osberger      | 1934–1938 | Franz Haudum         |
| 1861–1864 | Kaspar Birngruber     | 1938      | Karl Klapper         |
| 1864–1883 | Johann Schaubmayr     | 1938–1945 | Leopold Dimml        |
| 1883–1886 | Leopold Rammerstorfer | 1945–1955 | Michael Prammer      |
| 1886–1889 | Mathias Rammerstorfer | 1955–1970 | Franz Lindorfer      |
| 1889–1890 | Leopold Rammerstorfer | 1970–1985 | Michael Prammer      |
| 1890–1895 | Georg Gerstberger     | 1985–2007 | Franz Hehenberger    |
| 1895      | Johann Hackl          | 2007–2020 | Elisabeth Rechberger |
| 1895–1919 | Josef Pühringer       | seit 2020 | Johann Gattringer    |
| 1919–1921 | Johann Rammerstorfer  |           |                      |
| 1921–1924 | Johann Haudum         |           |                      |
| 1924–1930 | Jakob Rechberger      |           |                      |
| 1930–1934 | Franz Hofbauer        |           |                      |

### Sonstige Wahlen
Wie bei Gemeinderatswahlen dominiert die ÖVP auch bei Landtagswahlen in der Gemeinde, wenngleich die Dominanz der Volkspartei zurückgegangen ist. Dennoch konnte die ÖVP seit 1945 immer stimmenstärkste Partei werden, vor 1985 verfügte sie sogar über eine Zweidrittelmehrheit. Ihr bestes Ergebnis erreichte die ÖVP im Jahr 1945 mit 83,9 Prozent, in der Folge konnte sie Stimmenanteil zwischen 1949 und 1985 zwischen 69,6 und 79,4 Prozent verzeichnen. Danach ging der Stimmenanteil der ÖVP jedoch auf 58,8 bis 63,5 Prozent zurück, wobei die ÖVP 2003 mit 58,8 Prozent ihr bisher schlechtestes Ergebnis verzeichnete. Zweitstärkste Partei war bei Landtagswahlen immer die SPÖ, die Wahlergebnisse zwischen 15,5 und 25,0 Prozent für sich verbuchen konnte. Ihr bestes Ergebnis hatte die SPÖ dabei 1967, ihr schlechtestes 2009. Drittstärkste Partei war immer die FPÖ, die 1949 als WdU zunächst 9,9 Prozent erreichte, in der Folge bis 1985 aber immer unter rund 4 Prozent blieb. Seit 1991 kam die FPÖ aber auf Ergebnisse zwischen 8,6 und 15,2 Prozent. Bei der letzten Landtagswahl 2009 kam die ÖVP mit 61,7 Prozent und ihrem bisher zweitschlechtesten Ergebnis auf den ersten Platz. Die SPÖ kam nur noch auf 15,5 Prozent und musste damit rund 9 Prozent ihrer Stimmenanteile von 2003 abgeben. Die FPÖ erreichten mit 13,3 ihr bisher zweitbestes Ergebnis, die Grünen kamen auf 6,9 Prozent.

### Wappen
Das Gemeindewappen wurde am 5. Dezember 1969 vom Gemeinderat ebenso wie die Gemeindefarben festgelegt. Die Verleihung des Gemeindewappens und die Genehmigung der vom Gemeinderat festgesetzten Gemeindefarben erfolgte schließlich durch Beschluss der oberösterreichischen Landesregierung am 20. April 1970. Die Blasonierung des Wappens lautet: Über blauem Schildfuß, darin ein goldener, sechsstrahliger Stern, in Gold ein schwarzer, rot bezungter, stehender Rüde mit silbernem, schwarz beringtem Halsband. Die Gemeindefarben sind Blau-Weiß. Der Hund im Gemeindewappen erinnert an einen Gedenkstein am ehemaligen Schlossbräuhaus den 1612 Siegmund Hager seinem Hund Delfin setzen ließ. Der Hund wurde bereits vor 1938 als Gemeindestempel in der Gemeinde St. Veit verwendet während der goldene Stern im blauen Wappenfuß für das Wappen der Steger und deren Nachfolger, der Hager von Allentsteig, die bis 1758 im Besitz der Wasserburg St. Veit waren, steht. Das Wappen entwarf Herbert Erich Baumert aus Linz.

## Persönlichkeiten

### Söhne und Töchter der Gemeinde
- Hans Pramer (1882–1943), Eisenbahner und Widerstandskämpfer
- Franz Schnopfhagen (1888–1967), Arzt und Komponist
- Sieglinde Gahleitner (* 1965), Rechtsanwältin, seit 2010 Mitglied des Verfassungsgerichtshofes

### Mit der Gemeinde verbundene Persönlichkeiten
- Hedwig Haudum (1920–1990), Komponistin, Heimatdichterin und Mundartautorin
- Hans Schnopfhagen (1845–1908), Komponist, Heimatdichter und Pädagoge
- Clemens Haudum (* 1978), Gesangspädagoge, 2014–2021 künstlerischer Leiter des Tölzer Knabenchors